# Madeleine Soria
Pour les articles homonymes, voir Soria (homonymie).
Gabrielle Thérèse Durand, dite Madeleine Soria, née  le 10 novembre 1891 à Paris où elle est morte le 18 mai 1972, est une actrice française.

## Biographie
La carrière de comédienne de Madeleine Soria s'est déroulée essentiellement au théâtre. En 1928, la Revue des Deux-Mondes note qu'elle est « l'une des artistes les plus accomplies qui soient au théâtre en ce moment ».
Elle était l'épouse (1923 à 1943) de Lucien Rozenberg.

## Filmographie partielle
- 1911 : L'Âme du violon de Léonce Perret
- 1913 : La Marquise de Trevenec de Henri Fescourt (court métrage)
- 1914 : La Fille de prince de Henri Fescourt (court métrage)
- 1917 : La Comtesse de Somerive de Georges Denola et Jean Kemm
- 1933 : Cette nuit-là de Marc Sorkin : Madame de Lovat
- 1934 : Maître Bolbec et son mari de Jacques Natanson : Colette Bolbec
- 1939 : Thérèse Martin de Maurice de Canonge : Mme d'Estranges
- 1939 : Les Trois Tambours de Maurice de Canonge : la mère d'Armand